# Исаевская (Московская область)
Исаевская — деревня в муниципальном округе Егорьевск Московской области России.

## География
Деревня Исаевская расположена в северо-западной части муниципального округа Егорьевск, примерно в 5 километрах к северу от города Егорьевск. Через деревню протекает река Ватаженка, рядом расположен Алёшинский пруд. Высота над уровнем моря 128 метров.

## История
До отмены крепостного права в России жители деревни относились к разряду государственных крестьян. После 1861 года деревня вошла в состав Нечаевской волости Егорьевского уезда. Приход находился в городе Егорьевске.
В 1926 году деревня входила в Гавриловский сельсовет Егорьевской волости Егорьевского уезда.
До 1994 года Исаевская входила в состав Ефремовского сельсовета Егорьевского района, а в 1994—2006 годы — Ефремовского сельского округа.
В конце 2006 года в состав деревни Исаевская была включена деревня Семёновская.
До 2015 года входила в состав городского поселения Егорьевск.
В 2015 году вошла в состав городского округа Егорьевск, образованного в том же году путем упразднения Егорьевского района и объединения всех его поселений в единый городской округ.

## Демография
В 1885 году в деревне проживало 239 человек, в 1905 году — 243 человека (118 мужчин, 125 женщин), в 1926 году — 152 человека (73 мужчины, 79 женщин). По переписи 2002 года — 27 человек (13 мужчин, 14 женщин). Население — 50 человек (2010).
| 1859 | 1868 | 1885 | 1905 | 1926 | 2002 | 2006 |
| ---- | ---- | ---- | ---- | ---- | ---- | ---- |
| 178  | ↗214 | ↗239 | ↗243 | ↘152 | ↘27  | ↗28  |
| 2010 |      |      |      |      |      |      |
| ↗50  |      |      |      |      |      |      |